# Frontera entre Armènia i Geòrgia
La frontera entre Armènia Geòrgia és la frontera de 164 kilòmetres que separa el sud-oest de Geòrgia del nord d'Armènia, al Caucas. A les proximitats de la frontera s'hi troben les ciutats d'Alaverdi (Armènia) i Bolnisi (Geòrgia). Els seus límits són dos trifinis entre ambdós estats amb Turquia a l'oest i Azerbaidjan a l'est.
Aquesta frontera entre ambdós estats data de 1991, quan es va dissoldre la Unió Soviètica i tant Geòrgia com Armènia van assolir la independència. Aquesta frontera gaudeix de relativa estabilitat, a diferència d'altres fronteres estatals del Caucas.